# 沙利文广场站
沙利文广场站（英語：Sullivan Square Station）位于马萨诸塞州波士顿，是马萨诸塞湾交通局地铁橙线车站。车站东侧为沙利文广场环岛，站名由广场而来。沙利文广场站临近东萨默维尔社区，是当地重要的公交车换乘站。最早的沙利文广场站建造于1901年，是查尔斯顿高架铁路车站，1975年重建后，成为如今的沙利文广场地铁站。

## 历史

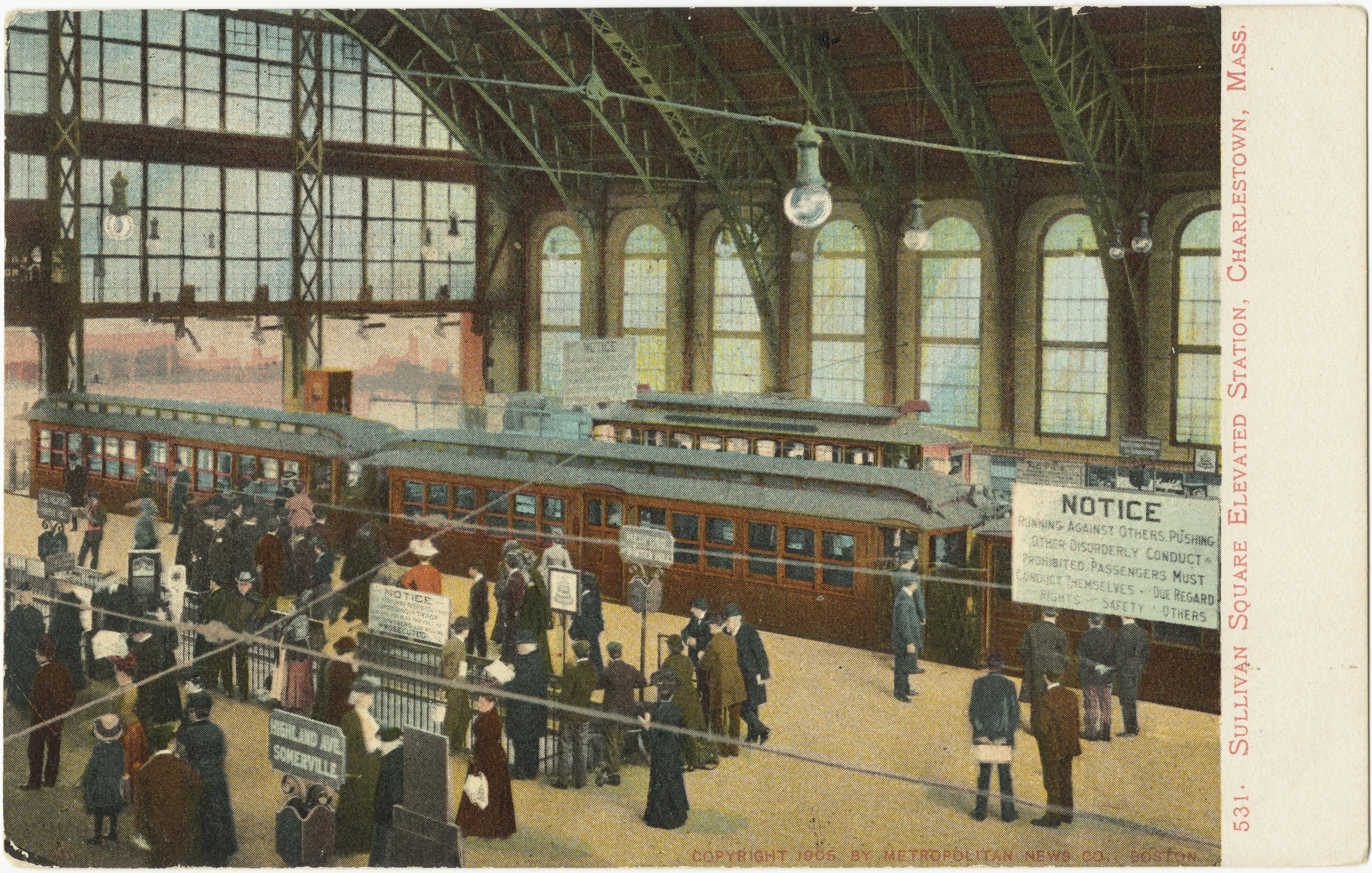
1905年的高架车站内部

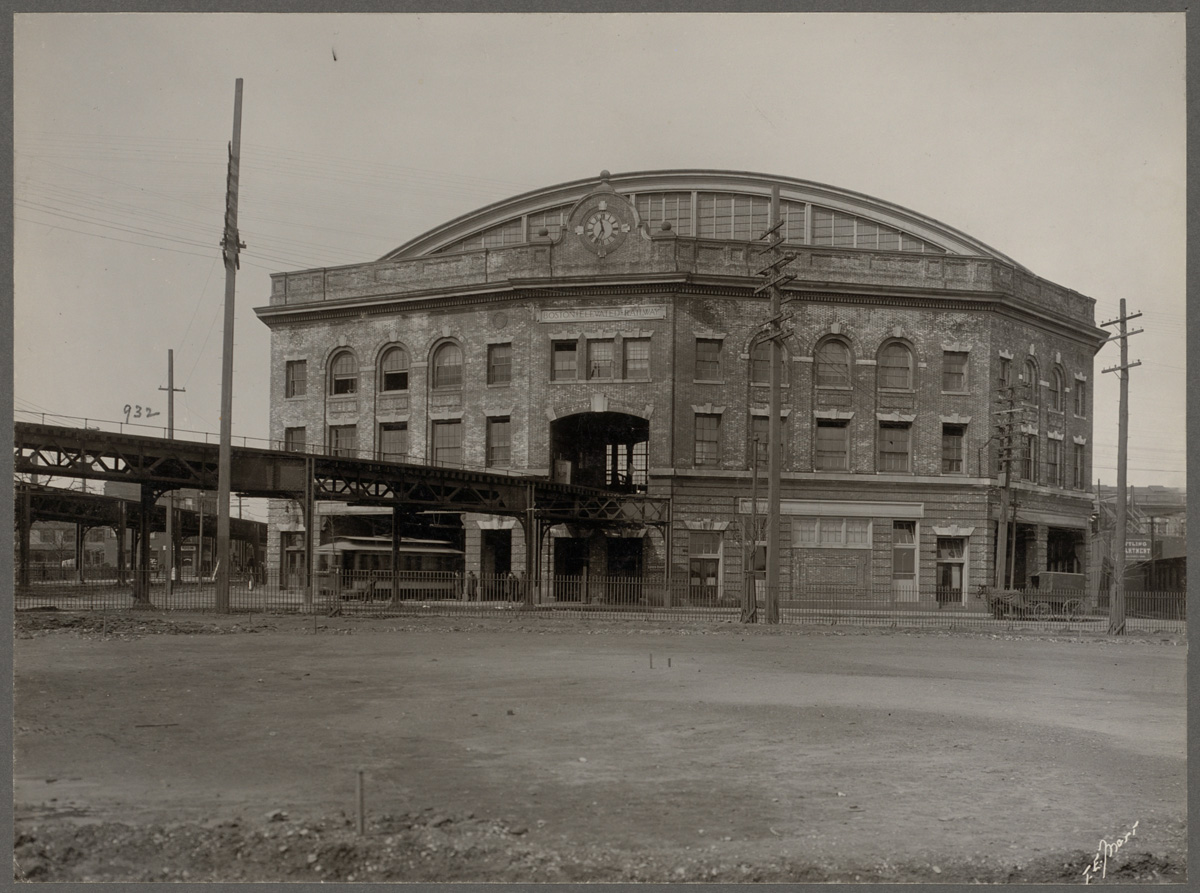
1910年前后高架车站外观

沙利文广场及车站以19世纪早期马萨诸塞州州长詹姆斯·沙利文命名，他同时也是米德塞克斯运河公司的第一任总经理。车站入口右侧的柱子上有一块纪念运河的牌匾。
1927年，波士顿至缅因铁路的东萨莫维尔站关闭，1932年2月后甚至每天仅有几班列车停靠，公共事业委员会最终决定关停整个车站。但是，纽伯里波特/罗克波特线和黑弗里尔线少量列车在那之后依旧使用本车站。1958年4月18日，公共事业委员会批准波士顿至缅因铁路大幅消减郊区通勤服务的请求，允许对部分支线停运，对部分车站关停。东部地区林恩站以南服务全部关闭，索格斯线和东萨默维尔、埃弗里特、切尔西和福布斯的干线车站全部于1958年5月16日关闭。
沙利文广场上建造的新地铁车站于1901年6月10日开放营业。该高架车站被认为是波士顿高架铁路最珍贵的建筑，车站设计与罗克斯伯里的达德利广场站相似。地面有轨电车通过轨道到达高架层，方便跨月台轉車站。:21车站按主要换乘车站设计，因此建成后很多通往市中心的有轨电车改道至此，并以此为终点站。
随着时间的增长，查尔斯顿高架和沙利文广场站渐渐破损，维护和运营成本越来越高。1967年11月1日的车站大火对车站造成了极大的损伤。20世纪70年代，对波士顿地铁橙线进行延长，干草市场北延长线沿着黑弗里尔线铺设，将沙利文广场站搬迁至I-93高速下方。1975年4月4日，查尔斯顿高架停运，4月7日橙线延长线开通，新沙利文广场站投入使用。1975年9月6日威灵顿站开放之前，新沙利文广场站是延长线的临时终点站。
曾有计划将车站顶棚翻新，以便增加零售商店，但是这些计划从未得到实施，旧车站在1975年被夷为平地，改造成马萨诸塞湾交通局服务车辆停车场。旧车站被拆除，仅剩一个人行天桥支柱保留了下来。达德利广场站相似的建筑被细心的保留了下来，1993年重新启用，作为主要公交车换乘站使用。
沙利文广场站原先并不是无障碍车站，1991年，沙利文广场站和威灵顿站安装电梯。

### 规划
2008年计划为车站新增额外站台，供黑弗里尔线和纽伯里波特/罗克波特线通勤铁路使用。项目于2010年被取消。
2019年，马萨诸塞湾交通局计划为车站的公交专用道站台也新增一座电梯。

## 车站结构
| G         | 地面               | 出入口              |
| B1        | 大厅               | 检票口              |
| B2 站台层 | 南行               | 往森林山 (社区大学) |
| B2 站台层 | 島式月台，左右开门 |                     |
| B2 站台层 | 北行               | 往橡树林 (组装厂)   |
| B2 站台层 | 島式月台，右侧开门 |                     |
| B2 站台层 | 北行               | 无常规服务          |

## 公交换乘

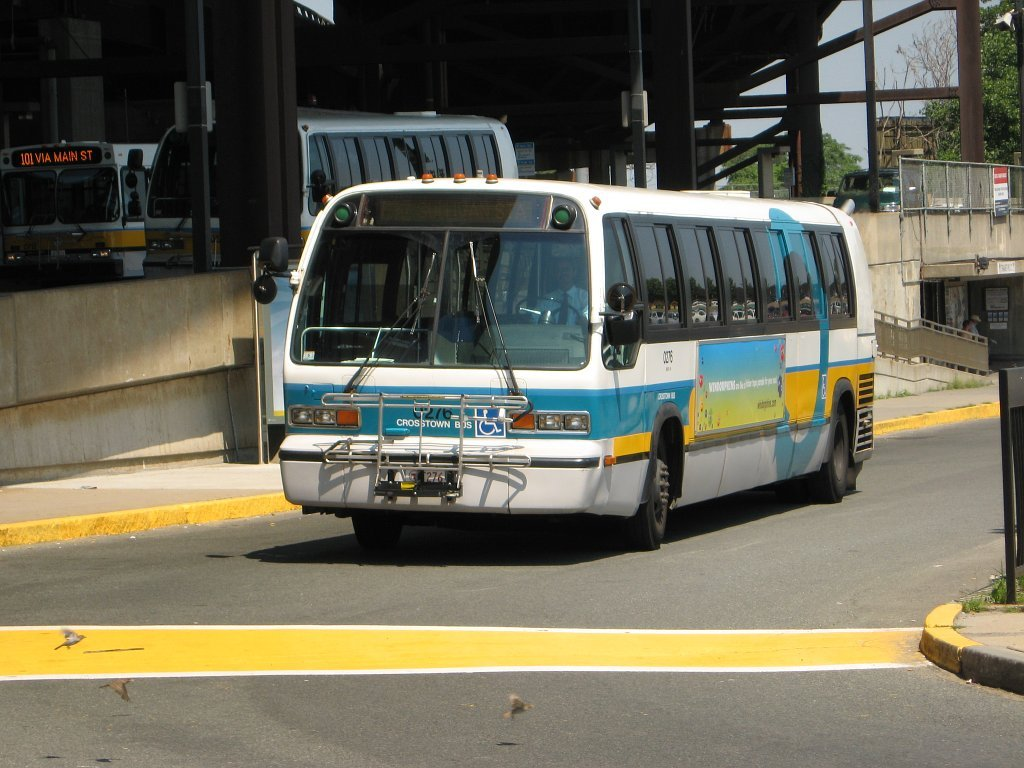
2007年，一辆CT2路公交车驶离沙利文广场公交站台

沙利文广场长期以来是当地重要的公交换乘车站。早年的高架车站和高架有轨电车停靠多条铁路及有轨电车线。如今，在有轨电车被公交替代后，车站设有两层公車專用道，共有13条公交线路通往梅德福、埃弗里特、莫尔登及周边地区。